# Tetramorium mars
Tetramorium mars (лат.) — вид мелких муравьёв рода Tetramorium из подсемейства Myrmicinae. Мадагаскар.

## Описание
Мелкие мирмициновые муравьи (длина около 3 мм), коричневого цвета. От близких видов отличается очень коротким основным члеником усиков. Усики с булавой из 3 сегментов, скапус короткий. Стебелёк между грудкой и брюшком состоит из двух члеников: петиолюса и постпетиолюса (последний четко отделен от брюшка), жало развито. Головной индекс рабочих (CI, соотношение ширины головы к длине × 100): 96—99. Длина головы рабочих 0,71—0,77 мм, длина скапуса 0,42—0,46 мм, ширина головы 0,69—0,74 мм. Индекс скапуса рабочих (SI, соотношение длины скапуса к ширине головы × 100): 58—62. Петиолюс, постпетиолюс и брюшко гладкие и блестящие.
Вид T. mars был впервые описан в 2014 году американскими мирмекологами Франциско Хита-Гарсиа (Francisco Hita Garcia) и Брайаном Фишером (Brian L. Fisher; Entomology, California Academy of Sciences, Сан-Франциско, Калифорния, США) вместе с таксоном Tetramorium gilgamesh. Таксон Tetramorium mars включён в состав видовой группы T. plesiarum species group рода Tetramorium (вместе с T. bressleri, T. hobbit, T. plesiarum и T. gollum). Сходен с видами T. bressleri, T. hobbit, T. plesiarum и T. gollum.

## Этимология
Видовое название Tetramorium mars дано по имени бога войны Марса из римской мифологии.

## Изображения
- Самка Tetramorium mars, общий вид
- Самка Tetramorium mars, голова
- Самец Tetramorium mars, общий вид
- Самец Tetramorium mars, голова